# Ostry Kamień (Jerzmanowice)
Ostry Kamień – ostaniec wierzchowinowy wchodzący w skład grupy skał zwanych Ostańcami Jerzmanowickimi. Znajduje się w najwyższych partiach Wyżyny Olkuskiej, w miejscowości Jerzmanowice, w województwie małopolskim, w powiecie krakowskim, w gminie Jerzmanowice-Przeginia, w odległości ok. 550 m na południowy zachód od drogi krajowej nr 94. Jest jednym z ostańców w grupie skał ciągnących się od Grodziska, zwanego też Wzgórzem 502 lub Skałą 502, w północnym kierunku. W grupie tej kolejno znajdują się: Grodzisko, Mały Mur, Kapucyn, Słup (Palec), Soczewka, Ostry Kamień i Polna Skałka. Pomiędzy Ostrym Kamieniem i Polną Skałą, a także między Ostrym Kamieniem i Soczewką biegnie droga polna.

## Nazewnictwo
Nazewnictwo skał Wzgórza 502 w różnych źródłach jest niejednoznaczne, co powoduje zamieszanie. Wikipedia opiera się na mapie Geoportalu (wersja orto), na której wszystkie skały na Wzgórzu 502 są opisane. W przewodniku wspinaczkowym T. Ślusarczyka skała figurująca na mapie Geoportalu jako Ostry Kamień jest opisana pod nazwą Polna Skałka, tak samo w skałoplanach fundacji „Wspinka”, ponadto podano w nich błędną informację, że jest to najdalej na północ wysunięta skała. P. Haciski także opisuje wspinaczkę na przedostatniej na północ skale, ale nie podaje jej nazwy.

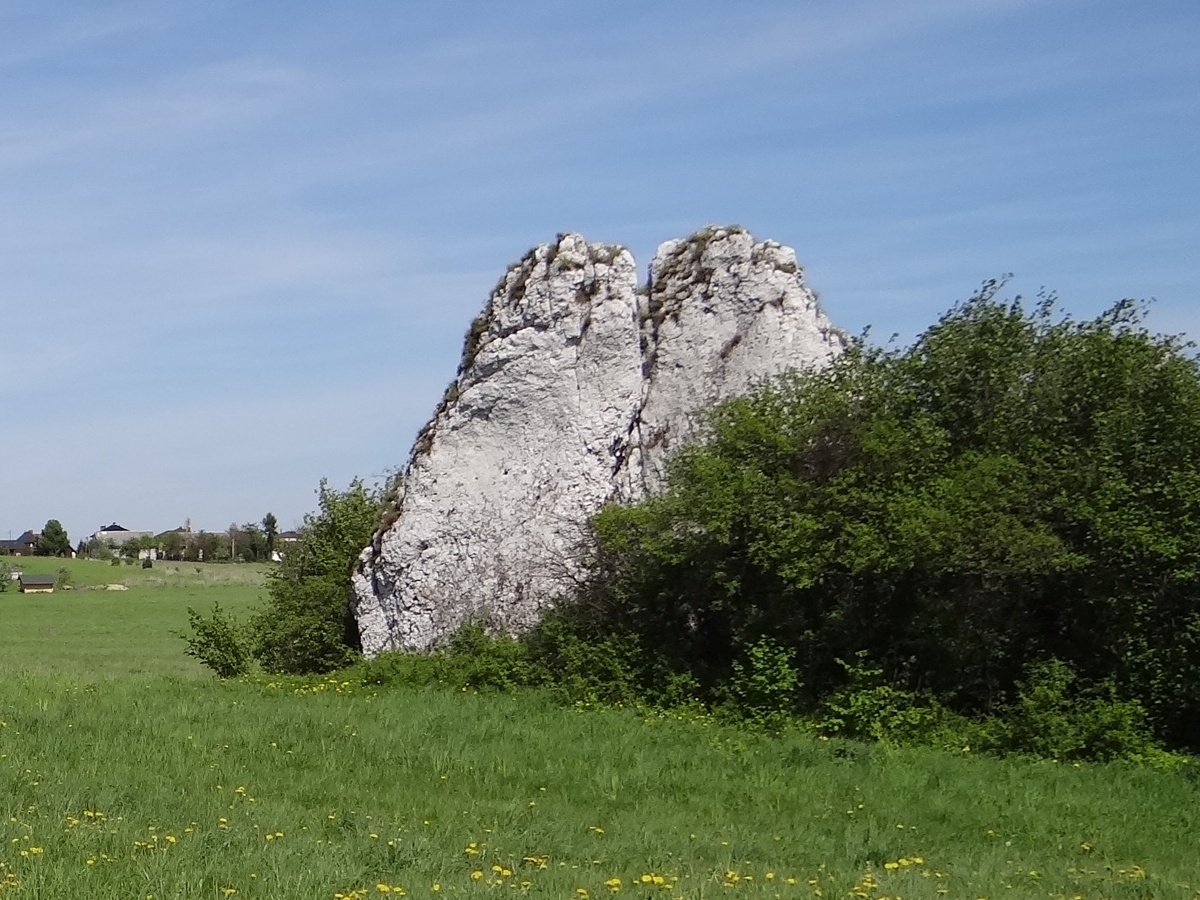
Widok od zachodu
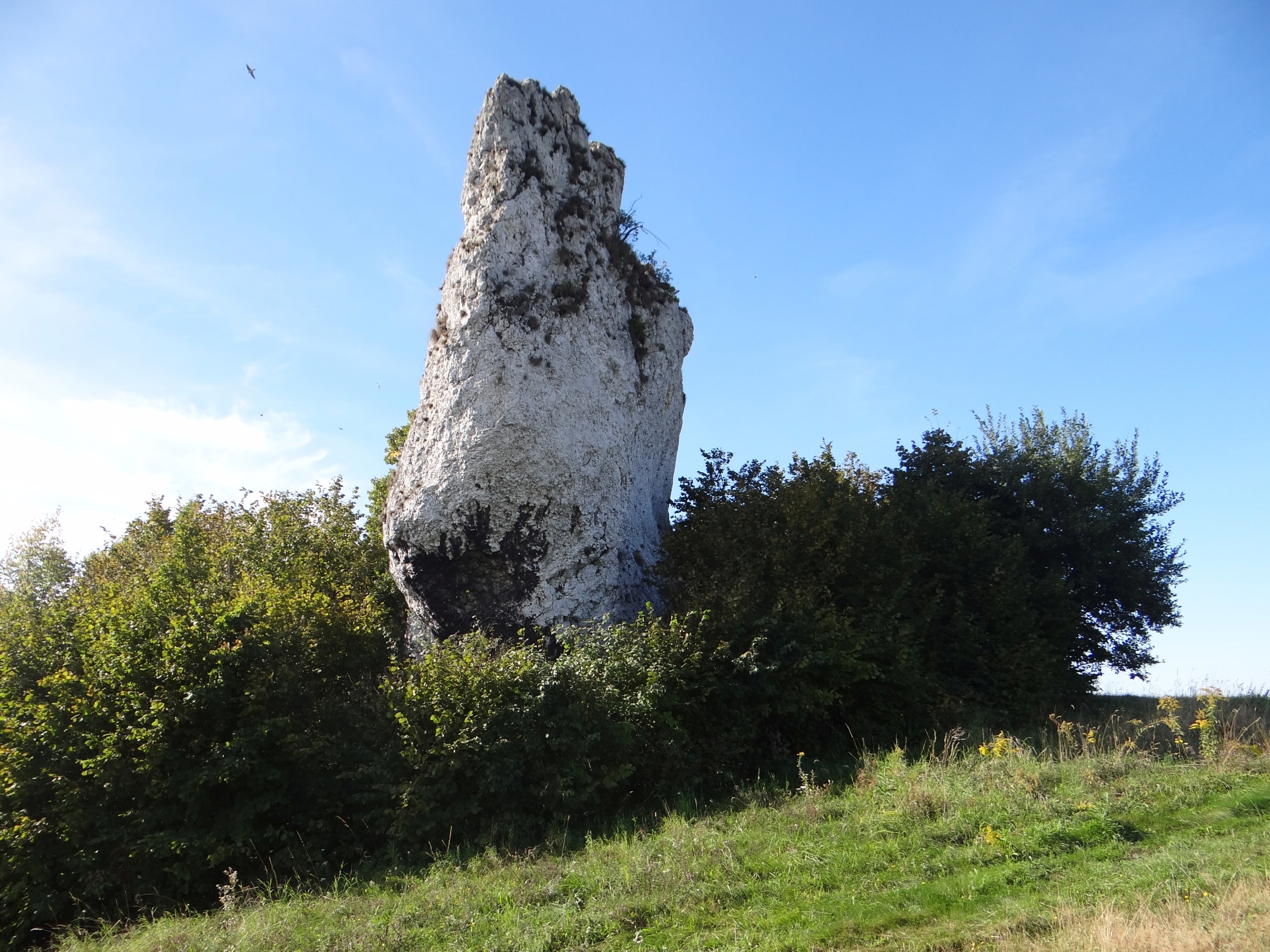
Widok od południa
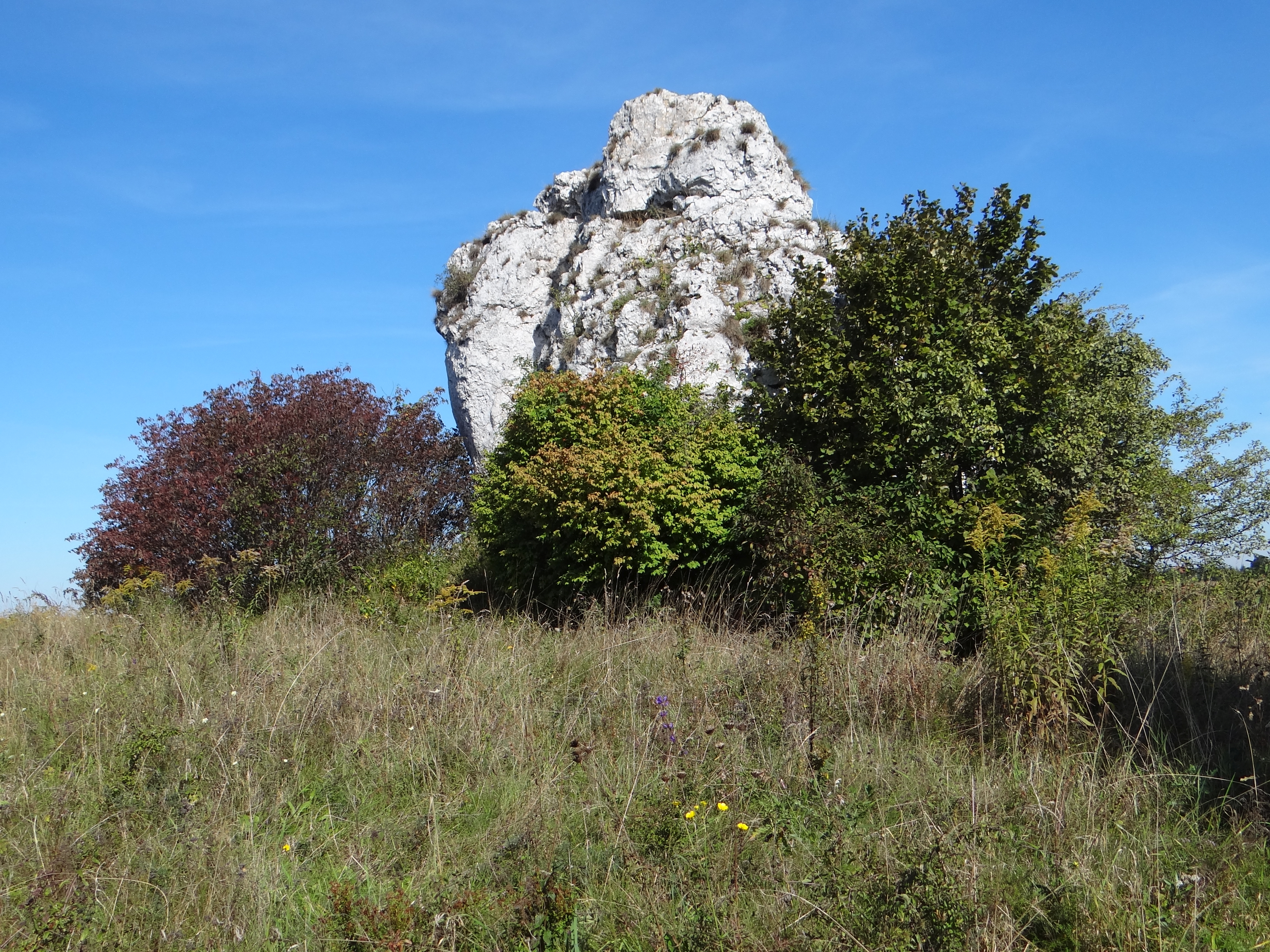
Widok od wschodu
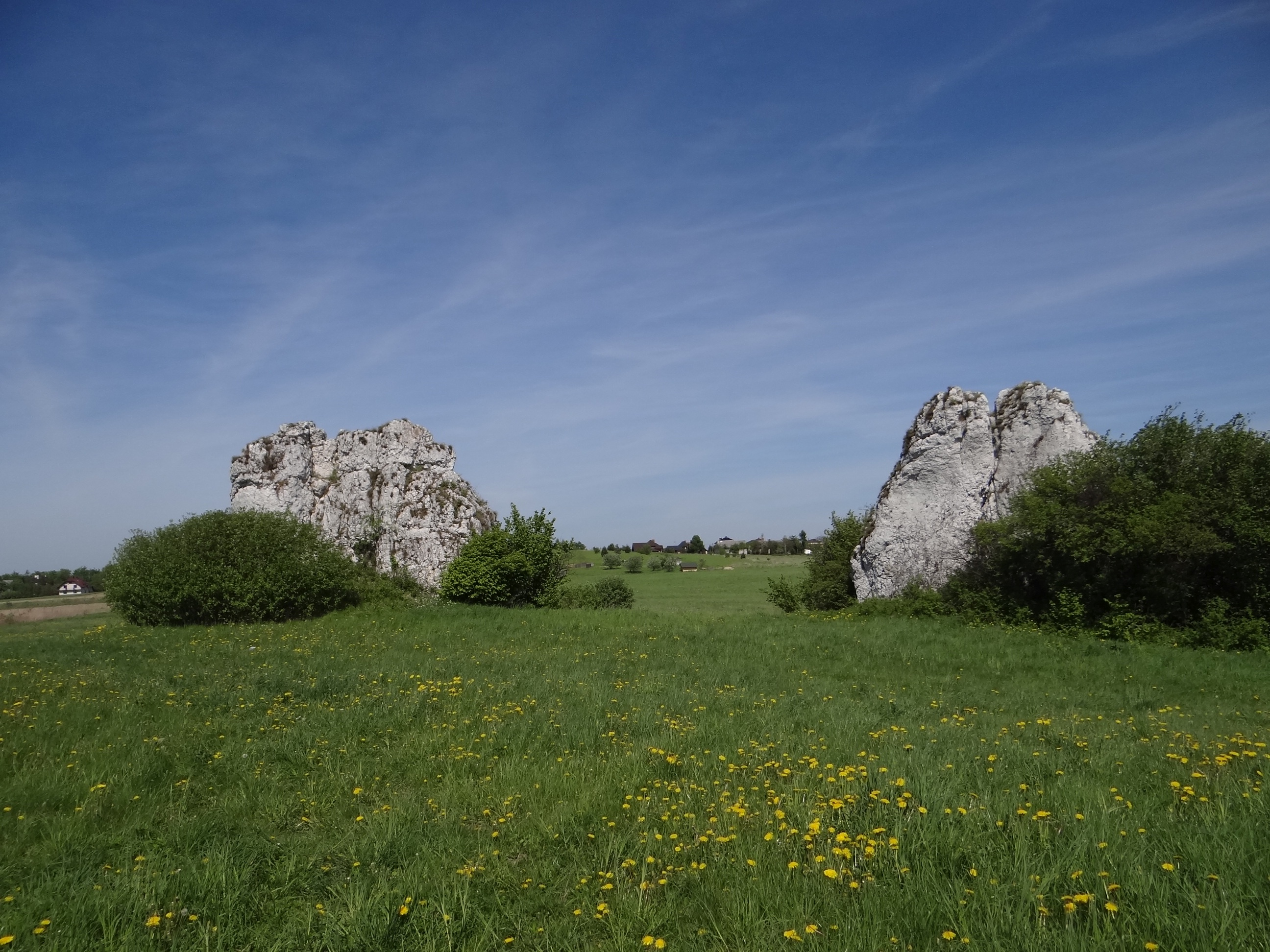
Polna Skałka (po lewej) i Ostry Kamień (po prawej stronie)

## Opis skały
Ostry Kamień to samotna, wapienna skała wśród pól uprawnych. Znajduje się na terenie otwartym, ale jej bezpośrednie otoczenie stopniowo zarasta krzewami i drzewami. Ma wysokość około 9 m. Posiada dwie ściany o zachodniej wystawie. Rozdzielone są pionową rysą. Lewa ściana ma soczewkowaty kształt, w prawej znajduje się obły filar. Znajdują się na nich 3 drogi wspinaczkowe:
- Senne Majaki (VI. 1+ w skali trudności polskiej)
- Ryska (IV +)
- Intro (VI.1 +/2)